# 唐圭璋
唐圭璋（1901年1月23日—1990年11月30日），字季特，男，江蘇南京人，中国现代文史学家、教育家、词人。

## 生平
先世旗人，駐防江寧甚久，遂寄籍為南京人。唐圭璋本人終身以漢族自居。
生於南京秦淮区大石坝街，其名出自《诗经·大雅·卷阿》中的“颙颙邛邛，如圭如璋”。10岁丧父，12岁丧母。1913年入南京立奇望街小學，三年后第一名畢業，考入南京的省立第四師範學校。1920年毕业后，在六合县西門平民小學任教兩年。1922年夏，考進國立東南大學中國文學系，从师吴梅学习词曲，撰寫的一篇論文《詩三百篇的修辭》，與任中敏、盧前，合稱“吳門三傑”。
1928年大學畢業，先任教於江蘇省立第一女子中學教语文。1935年至1939年任中央軍校國文教官，兼教历史，抗战初期随校迁入成都。歷任中央大學中文系讲师、副教授、1943年升任教授。1946年中大迁宁复校，中文系主任伍叔傥通知唐圭璋已被中大解聘。金陵大學、南京大學。1951年2月自苏州华东人民革命大学政治研究院学习结束后被分配到长春东北工业会计专门学校工作。后调入東北師範大學。1953年调回南京師範大學，任中文系教授、古代文學專業博士研究生導師等职。晚年體弱，辭去多項職務，仍兼國務院古籍整理出版規劃小組顧問、中國韻文學會會長、中華詩詞學會名譽會長。1990年，授“有特殊貢獻的專家”。

## 著作
著作有《全宋詞》、《全金元詞》、《詞話叢編》、《南唐二主詞彙箋》、《宋詞記事》、《辛棄疾》、《元人小令格律》、《唐宋詞簡釋》、《詞學論叢》、《夢桐詞》、《宋詞四考》、《宋詞三百首箋注》等。